# Els Joglars
Els Joglars es una compañía española de teatro independiente, fundada en Barcelona en 1962 por Albert Boadella, Carlota Soldevila y Anton Font. Registraron en 1989, el término "Teatro Nacional de Cataluña" para denominar a todas las creaciones de origen catalán. En 1994, el Ministerio de Cultura de España le otorgó el Premio Nacional de Teatro, por su obra El Nacional, pero la compañía lo rechazó por considerarlo un tardío respaldo a su trayectoria. En 1998, fueron galardonados con la Medalla de Oro al Mérito en las Bellas Artes en la modalidad de Teatro.

## Trayectoria
Els Joglars se fundó como parte de la Agrupació Dramàtica de Barcelona (ADB), una sección del Círculo Artístico de San Lucas. Realizaron su primera actuación en octubre de 1962 en el Palacio de las Naciones de Montjuic en Barcelona. Desde este momento y hasta julio de 1968, sus representaciones estuvieron basadas en la técnica del mimo clásico, porque llegaron a declararse en un radicalismo extremo, enemigos mortales de la expresión oral y del concepto articulado. Tras la participación en 1964, de una parte de la compañía en L'òpera dels tres rals, en el Palacio de la Música Catalana, el Gobierno Civil ordenó la disolución de la Agrupació Dramàtica de Barcelona, quedando por unos años, bajo la protección del Círculo Artístico de San Lucas. En 1966 se unió a la compañía Jaume Sorribas.
En 1968, estrenaron El diari, el primer espectáculo en el que usan voz, objetos y decorado. Su obra Cruel Ubris de 1971, mostraba una fuerte carga en la escena de la tortura por parte de la policía y fue una de las denuncias más contundentes que se hicieron en un escenario durante la Dictadura de Francisco Franco. En el espectáculo Mary d'Ous, comienzan a introducir acrobacias.
En 1976, Els Joglars construye en su sede ubicada en el Pruit, una cúpula geodésica como sala de ensayos. La primera obra que se produjo en este espacio fue La torna, que fue estrenada al año siguiente. La pieza Àlias Serrallonga fue transmitida en el programa Lletres catalanes de TVE en 1977.

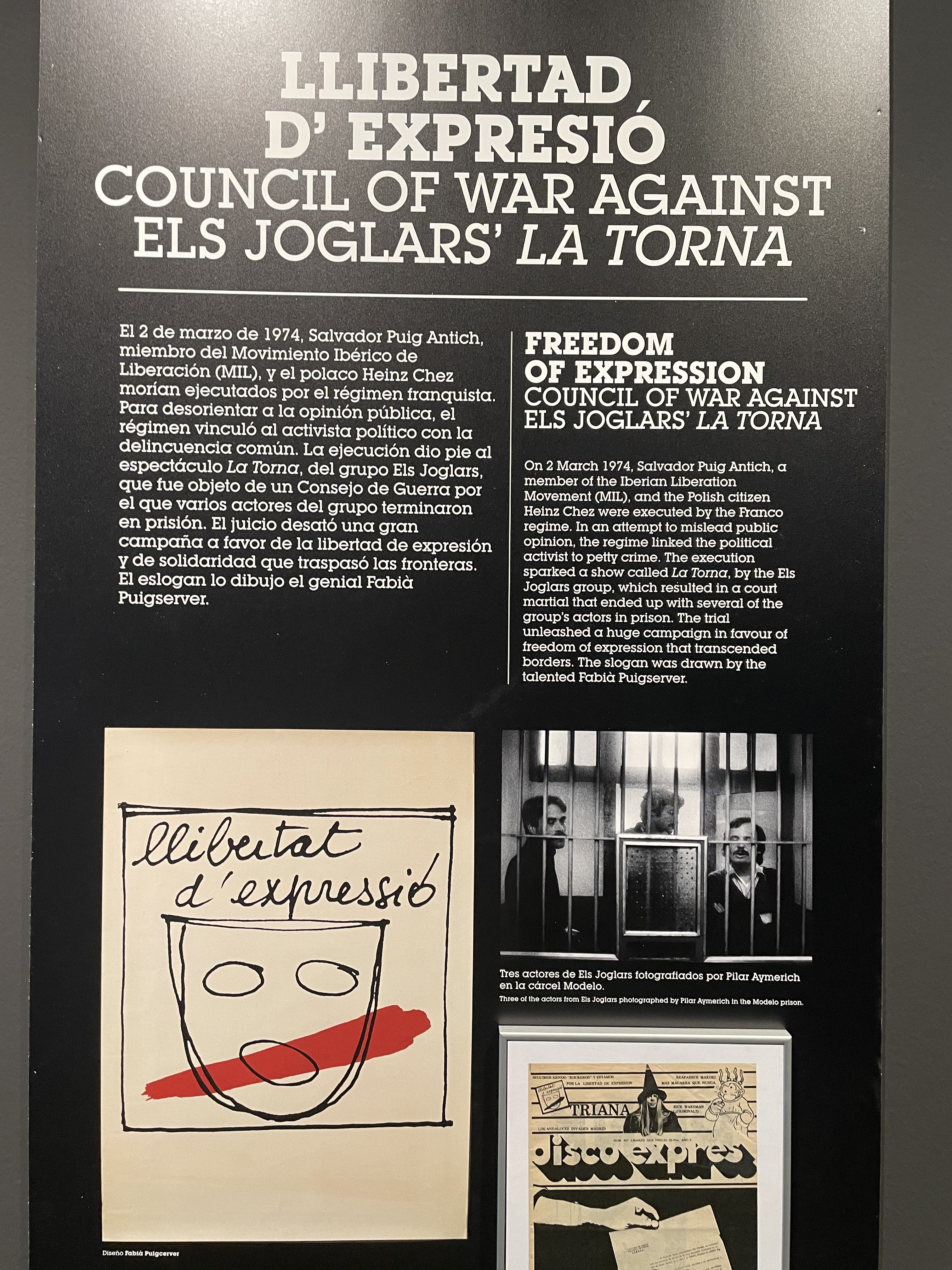
Campaña Libertad de Expresión por La Torna del Els Joglars en la exposición Underground y contracultura en la Cataluña de los 70 (2023)

El 2 de diciembre de 1977, mientras representaban La Torna en el Teatro Bartrina de Reus, seis actores de Els Joglars fueron puestos presos. Dicha obra buscaba representar y denunciar las dos últimas ejecuciones por el método de garrote vil del régimen franquista en España llevadas a cabo 1974, la de Georg Michael Welzel, más conocido como Heinz Chez, condenado por delincuente en Tarragona y la de Salvador Puig Antich, militante anarquista y antifascista español en Barcelona. Los actores fueron acusados de injurias al ejército, por hacerlos ver como "gallinas" y por la ironía que hacían de la pena de muerte. Fueron objeto de un Consejo de Guerra y cuatro de ellos fueron condenados a dos años de prisión. Boadella tras estar ingresado en el Hospital Clínico de Barcelona, huyó y se exilió en Francia. Esta situación generó un movimiento social en España y Europa a favor de la libertad de expresión, promovido por la Coordinadora pro-Libertad d'Expressió de Cataluña, cuyo cartel representativo fue una máscara neutra con una raya roja sobre la boca, diseñado por Fabià Puigserver.
En septiembre de 1978, los actores enjuiciados fueron puestos en régimen de presión abierta. A finales de ese mismo año, la compañía estrenó la obra M-7 Catalònia, bajo la dirección de Boadella. Durante el estreno de Madrid, en el Teatro Fígaro se produjo una amenaza de bomba porque la obra era considerada «un conciliábulo judeo-masónico-separatista». Los actores que estaban en prisión fueron indultados en enero de 1979, en marzo, Boadella volvió a España y fue detenido, quedando en libertad condicional en julio, al igual que sucedió con Ferran Rañé. Este mismo año, para el montaje de La Odisea en versión para teatro, basada en la serie hecha para TVE en 1976, fundaron una nueva compañía de corta duración, llamada Xalana y en sustitución de Boadella que se encontraba en prisión, actuó Domènec Reixach. En 1981 el caso de La torna pasó a jurisdicción ordinaria y se condenó finalmente a Boadella a 6 meses de prisión por el delito de quebrantamiento de condena.
Olympic Man Movement fue la obra que les hizo debutar en Broadway en 1982. En 1983, Els Joglars adquirió la finca El Llorà, cerca del Pruit, cuya casa sería centro de alojameinto para los actores. Cuando la obra Teledeum se presentó en el Teatre Romea de Barcelona, superó el récord de espectadores del Centre Dramàtic de la Generalidad de Cataluña hasta esa fecha,obra que además, fue vetada para ser representada en la Cárcel Modelo de Barcelona.
En 1986 Virtuosos de Fontainebleau fue emitida en La 2  y representada en el Festival Griego. Este mismo año, se estrenó Visanteta de Favara obra que fue objeto de polémica cuando el diseño del cartel promocional y el programa de mano se consideró "de mal gusto estético y moral". Al año siguiente, por esta misma obra, se presentaron dos querellas contra Boadella, por "delitos de blasfemia y escarnio a la religión católica, escándalo público e injurias a la Guardia Civil", y el arzobispo de Valencia difundió una pastoral en contra de la obra.
Bye, Bye, Beethoven recibió en 1988 como espectadora, en Ámsterdam, a la Reina Beatriz de Holanda quien elogió el espectáculo.
En 1989, El Joglars registró el nombre "Teatro Nacional de Cataluña" como una forma de denominar a todas las creaciones de origen totalmente catalán, idea que fue apoyada por Comediants, La fura dels Baus o Tricicle.
La obra Yo tengo un tío en América, fue vetada en la Exposición Universal de Sevilla de 1992, aunque finalmente tuvo lugar en el Teatro Lope de Vega de esa ciudad.

Para conmemorar su 40 aniversario, en 2001,  estrenaron La trilogía compuesta por una adaptación y renovación de sus obras Ubú, president, La increíble historia del Dr. Floit & Mr. Pla y Daaalí; año en el que también publicaron el libro La guerra de los 40 años y se realizó una exposición Els Joglars. 40 anys en el Instituto del Teatro.

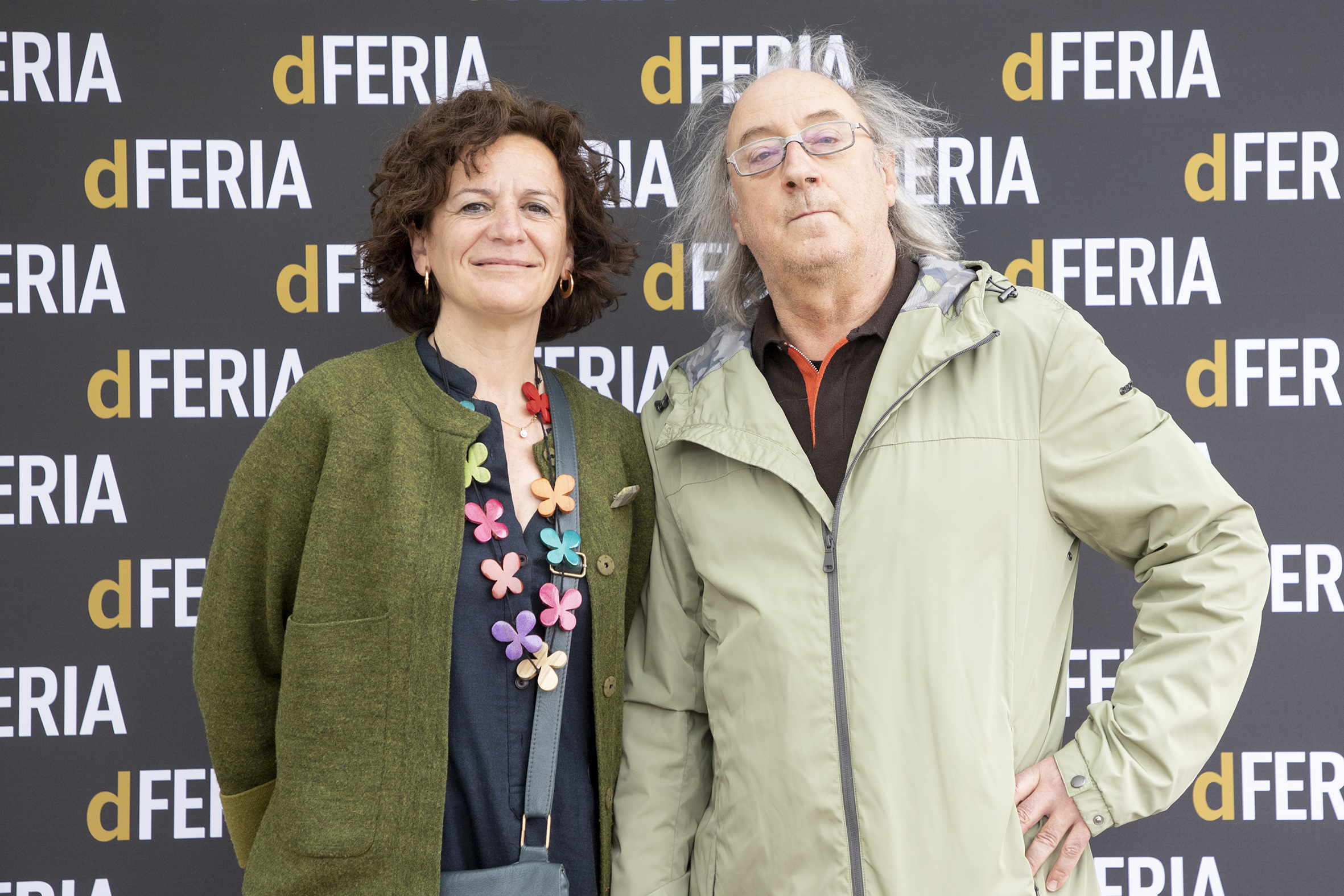
Los miembros de Els Joglars Pilar Sáenz y Ramón Fontserè. 2022

En el año 2003, estrenaron el primer largometraje cinematográfico escrito, dirigido e interpretado por la compañía, y producido por Andrés Vicente Gómez: ¡Buen viaje, Excelencia!, una ácida y caricaturesca visión de los últimos días del dictador Franco. La película no fue exhibida por las grandes cadenas de cines españolas.
Para la celebración de sus 50 años, en 2011, representaron su obra de 1993, El Nacional. Un año más tarde, el 11 de septiembre de 2012, Boadella traspasó la dirección a Ramón Fontserè; para ese momento la compañía estaba formada por Boadella, Fontserè, Jesus Agelet, Pilar Sáenz, Minnie Marx, Jordi Costa, Xavier Boada, Dolors Tuneu, Lluís Elias, Josep Mª Fontserè, Pep Vila y Xavi Sais.
Sin dejar de realizar espectáculos, diez años más tarde, para la celebración de su 60 aniversario, en 2022, estrenaron ¡Que salga Aristófanes! una obra que combinaba música, danza, literatura y arte visual, con la que giraron por diferentes ciudades de España.
En 2024 estrenaron la obra El Rey que fue, una sátira inspirada en el Rey Juan Carlos I.

## Estilo
Su nombre, significa en catalán, "los juglares" y hace referencia al papel que en la Edad Media ejercían estos o al de los comediógrafos de la Grecia clásica, para quienes el teatro tenía una función social y política: la de hacer crítica social mediante la ironía y la fabulación.
Sus primeros espectáculos fueron realizados con la técnica del mimo clásico, porque llegaron a declararse en un "radicalismo extremo, enemigos mortales de la expresión oral y del concepto articulado". Luego usaron también, la palabra y el lenguaje corporal. Sus espectáculos están basados en la expresividad teatral con base en el humor irónico.
Els Joglars se ha caracterizado por su espíritu crítico frente a la actualidad política, y han incluido en sus obras a políticos de todas las tendencias, desde Franco hasta Jordi Pujol, pasando por Felipe González o Pasqual Maragall. También han ironizado ácidamente con personajes culturales como Salvador Dalí o Josep Pla, colocándolos como contrapeso a la política catalana. Esta actitud les ha llevado a enfrentarse a diversos choques con las autoridades, a ser privados de su libertad, a que se vetaran algunas de sus obras y que hayan sido declarado "personas non gratas" en diversos municipios.

## Reconocimientos
El Joglars ha recibido diversos premios y reconocimientos a sus creaciones y trayectoria, tanto en España como en otros países. En 1980, les otorgaron el Premio Ciudad de Barcelona a la mejor obra de creación en teatro, cine, radio y televisión producida en Barcelona, por la obra Laetius, un premio que compartieron con Comediants por su espectáculo Sol Solet. Más tarde, fueron reconocidos con el Premio Nacional de Teatro en 1994, por su obra El Nacional, que otorga el Ministerio de Cultura de España, pero la compañía lo rechazó por considerarlo un tardío respaldo a su trayectoria: "Rechazamos este galardón por sentirnos suficientemente premiados por el fervor que nos ha dispensado el público español, especialmente en los momentos difíciles, cuando nadie se atrevía a concedernos un premio oficial". En 1998, fueron galardonados con la Medalla de Oro al Mérito en las Bellas Artes en la modalidad de Teatro.
También han sido nominados a los Premios Max, dónde obtuvieron el premio a Mejor Actor por La increíble historia del Dr. Floit y Mr. Pla, y al Mejor Autor por Ubú president en 1998. Els Joglars renunció a ser nominado a los Premios Max en el año 2000, por su obra Daaalí, por no compartir el sistema de elección de los ganadores. En 2023, estuvieron nominados a los Premios Talía en la categoría de Mejor Espectáculo de Compañía por ¡Que salga Aristófanes!.
En 2022, tras 60 años de su fundación se convirtió en la compañía de teatro privada en activo más antigua de Europa.

## Obra

### Teatro
- 1962-1967 Primera época.[10]
- 1968: El diari.[12]
- 1970: El Joc.[71]
- 1971: Cruel ubris.[13]
- 1972: Mary d'Ous.[14][15]
- 1974: Àlias Serrallonga.[19]
- 1977: La Torna.[16][17][18]
- 1978: M-7 Catalònia.[27]
- 1979: L'Odissea.[28]
- 1980: Laetius.[62][63]
- 1981: Operació ubú.[72]
- 1981: Olympic Man Movement.[29]
- 1983: Teledeum.[31]
- 1984: Gabinete Libermann.[73]
- 1985: Virtuosos de Fontainebleau.[33]
- 1986: Visanteta de Favara.[34]
- 1987: Bye, Bye, Beethoven.[35]
- 1987: Mester de juglaría. Els Joglars 25 años.
- 1989: Columbi lapsus.[74]
- 1991: Yo tengo un tío en América.[36]
- 1992: Els Joglars 30 años.
- 1993: El Nacional.[4]
- 1995: Ubú president.[75][76]
- 1997: Arròs negre.
- 1997: La increíble historia del Dr. Floit y Mr. Pla.[77]
- 1998: Ara, Pla.
- 1998: El hombre del abrigo.
- 1999: Daaalí.[78]
- 1999: Dalí visto por Dalí.
- 2001: La Trilogía.[79]
- 2002: Breve crónica de la Guerra de los 40 años.
- 2003: Franco en Vic.
- 2004: El retablo de las maravillas. Cinco variaciones sobre un tema de Cervantes.[80]
- 2004: La Dualidad Quijotesca de Dalí.
- 2005: En un lugar de Manhattan.[81]
- 2005: La torna de la torna.
- 2006: Controversia del toro y el torero.
- 2008: La Cena.[82]
- 2010: 2036 Omena-G.
- 2015: VIP.
- 2016: Zenit.
- 2018: Señor Ruiseñor.
- 2022: ¡Que salga Aristófanes![51]
- 2023: El rey que fue[54]

### Televisión
- 1970: Hablamos español. Serie de 39 capítulos. NDR TV (Alemania).[83]
- 1976: La Odisea. Serie de 5 capítulos. TVE.[28][84]
- 1977: Terra d'Escudella. Serie de 6 capítulos. TVE.[85]
- 1982: F.L.F. Docudrama. TVE.[86]
- 1988: Som 1 meravella!. Serie de 6 capítulos. TVE.[87]
- 1989: Ya semos europeos. Serie de 7 capítulos. TVE.[88]
- 1991: Orden especial. Serie de 40 capítulos. TVE.[89]
- 1995: Vaya día!. Serie de 52 capítulos. Canal +.[90]
- 2006: El retablo de las maravillas. TVE

### Cine
- 1972: Aullidos.[91]
- 1979: La festa dels bojos.[92]
- 1999: Vidas y muertes de Buenaventura Durruti, anarquista.[93]

- 2003: ¡Buen viaje, Excelencia![44]

### Libros
- 2001: La guerra de los 40 años.[38]